# Különben dühbe jövünk (film, 1974)
A Különben dühbe jövünk (eredeti olaszul: ...altrimenti ci arrabbiamo!, spanyolul: Y si no, nos enfadamos) 1974-ben bemutatott olasz–spanyol filmvígjáték, Bud Spencer és Terence Hill főszereplésével, mely a színészpáros egyik legismertebb filmje. Fondatónak ebben az egy filmjében szerepel együtt a két színész, bár volt néhány kevéssé ismert filmje, amely csak a páros egyik tagjával készült.
Az élőszereplős játékfilm rendezője Marcello Fondato, producere Mario Cecchi Gori. A forgatókönyvet Vicente Coello, Jesús R. Folgar, Marcello Fondato és Francesco Scardamaglia írta, a zenéjét Guido és Maurizio de Angelis szerezte. 
A mozifilm a Capital Films, Filmayer és Rizzoli Film gyártásában készült, az Amerikai Egyesült Államokban a Columbia Pictures forgalmazásában jelent meg.
Ez volt Bud Spencer és Terence Hill magyarországi mozikban legelsőnek bemutatott közös filmje, a maga idejében hatalmas sikere volt, heteken keresztül telt házakkal vetítették a mozikban. 
Olaszországban 1974. március 29-én mutatták be a mozikban. Moziváltozata feliratos volt, majd két magyar szinkron is készült hozzá, 1982-ben és 2000-ben. Tévécsatornákon számtalan alkalommal leadták, DVD lemezen is megjelent.
1978-ban mutatták be az …és megint dühbe jövünk című Bud Spencer–Terence Hill filmet, mely a magyar cím ellenére nem a Különben dühbe jövünk folytatása. 2022-ben a Netflixen jelent meg a film remake-je, azonos címmel.

## Cselekmény
|  | Alább a cselekmény részletei következnek! |

Ben egy rozzant autószerelő műhely tulajdonosa Madrid egyik poros külvárosában, Kid profi autóversenyző. Régi ismerősök, de nem nagyon szívelik egymást. Mindketten indulnak egy ralikrosszversenyen, amelynek fődíja egy piros színű, sárga tetős Puma Dune Buggy hobbyautó. Miután holtversenyben győznek, a helyi kis vidámpark kocsmájában „sör-virsli versenyen” próbálják eldönteni, kié legyen az autó. A helyi maffia vezére, a Főnök azonban a vidámpark helyére egy hatalmas felhőkarcolót akar építeni, emberei éppen Ben és Kid sör-virsli mérkőzésekor érkeznek, hogy a vidámparkot erőszakkal bezárják. A látogatókat elzavarják, a kocsmát szétverik, az akciónak a vadonatúj nyereményautó is áldozatul esik. Ben és Kid ezt nem hagyják annyiban, a gengszterfőnöktől visszakövetelik autójukat. 
A Főnök még akár rá is állna a dologra, ám jobbkeze és kissé lökött pszichoterapeutája, a Doki  rábeszéli, hogy inkább leckéztesse meg őket. A felhőkarcoló megépítése is a doktor ötlete valójában, mert az ebből származó üzletből is így próbál részesedni.
A főnök hiába küldi rájuk az embereit, egy motorosbandát, végül Paganinit, az érzékeny lelkű és nagyon muzikális olasz profi bérgyilkost, a páros méretes pofonjai vagy furfangjai mind visszafele sütik el a terveket. Ekkor a Doki kitalálja, Ben és Kid mögött bizonyára Jeremiás, Ben szerelőműhelyének öreg alkalmazottja áll, aki évtizedekkel ezelőtt maga is bandavezér (valójában csak az ekkori bandavezér kedvenc éttermének a szakácsa) volt, ezért őt is alaposan megvereti. 
Ezután Ben és Kid komolyan „dühbe jönnek”, ketten egy autóval szétrombolják a főnök éttermét, majd laposra verik az embereit, ennek hatására az önmagát rendkívül gonosznak vélő, de valójában békülékeny Főnök letesz a vidámpark szétrombolásáról, és mindkettejüknek vesz egy-egy piros-sárga sportkocsit. Minden rendben lenne, ám a  próbakör alatt a két autó összekoccan, az egyik felborul és kigyullad, így úgy döntenek, a megmaradt autóért újra a sör-virsli versenyen mérik össze magukat.
|  | Itt a vége a cselekmény részletezésének! |

## Szereplők
| Szereplő                    | Színész           | Magyar hang                                    | Magyar hang                                  |
| Szereplő                    | Színész           | 1. magyar szinkron (MTV-1, 1982, olasz verzió) | 2. magyar szinkron (TV2, 2000, angol verzió) |
| --------------------------- | ----------------- | ---------------------------------------------- | -------------------------------------------- |
| Kid (Kölyök)                | Terence Hill      | Ujréti László                                  | Ujréti László                                |
| Ben                         | Bud Spencer       | Bujtor István                                  | Kránitz Lajos                                |
| Főnök                       | John Sharp        | Miklósy György                                 | Kerekes József                               |
| Doki                        | Donald Pleasence  | Gera Zoltán                                    | Reviczky Gábor                               |
| Jeremiás, Ben öreg segítője | Luis Barbero      | Komlós András                                  | Dobránszky Zoltán                            |
| Liza, kötéltáncos           | Patty Shepard     | Földessy Margit                                | Balázs Ágnes                                 |
| karmester                   | Emilio Laguna     | Tahi Tóth László                               | Kassai Károly                                |
| Paganini, bérgyilkos        | Manuel de Blas    | nem szólal meg                                 | nem szólal meg                               |
| Attila, a Főnök embere      | Deogratias Huerta | Surányi Imre                                   | Uri István                                   |
| motoros bandafőnök          | N/A               | Orosz István                                   | Uri István                                   |
| férfi az edzőteremben       | N/A               | Orosz István                                   | N/A                                          |
| főnök embere                | N/A               | Kiss László                                    | N/A                                          |
| főnök pincére               | N/A               | Sugár László                                   | N/A                                          |

- További magyar hangok (1. magyar változatban): Raksányi Gellért[3]
- További magyar hangok (2. magyar változatban): Botár Endre, Holl Nándor[5]

Egy 2000-es évek eleji TV2-es interjúban Ujréti László elmondta, hogy ebben az időszakban nagyon sok újraszinkronizálást kértek fel, melyeket nem vállalt el. Szerinte nem lett volna jó végeredmény, ha a fiatalabb Terence Hillt szinkronizálná. Az eredmény meglehetősen feltűnő, ugyanis a laza hanglejtés teljesen eltűnt az új szinkronban. Ebben a filmben, az eredeti első szinkronban szinkronizálta először Ujréti László Terence Hillt Bud Spencerrel közös filmjében. Akkor azzal a kéréssel fordult a Pannónia Filmstúdió Újrétiékhez, hogy szinkronizálni kellene egy gyerekeknek szóló filmet.

## Kiadásai
DVD-n 2004. október 26-án jelent meg. 2 kiadás létezik: Az RTL Filmklub és a Jupiter verzió. Ezek a kiadványok az első szinkront tartalmazzák.

## Forgatási helyszínek
A film külső jelenetei Madridban és környékén készültek. Ben szerelőműhelyének helyszíne a Manzanares folyó partján, a Puente de Toledo híd és az Atletico Madrid stadionja között volt.

## Érdekességek
- A bérgyilkos Paganinit egy spanyol színész, Manuel de Blas alakítja, aki már korábban is játszott együtt Terence Hillel az 1970-ben bemutatott A szél dühe c. spanyol-olasz koprodukciós filmdrámában.[7]
- Lizát, a cirkusz kötéltáncoslányát, akihez Kidet gyengéd érzelmi szálak is fűzik, Patty Shepard amerikai színésznő játssza, aki a Paganinit alakító Manuel de Blas felesége volt és több közös filmjük is volt, igaz sok esetben közös jelenetek nélkül.[8]
- A kórus a filmben, aminek Bud Spencer karaktere, Ben is tagja Giuseppe Verdi Traviata című operájának dallamait interpretálja kórusműként.

## Díjak, jelölések
elnyert díj:
- 1975: Golden Screen-díj

## Televíziós megjelenések
- 1. magyar szinkron: MTV-1, RTL Klub / RTL, Duna TV, Film+, RTL+ / RTL Három, Film+ 2
- 2. magyar szinkron: TV2, Humor 1, Viasat 3